# Nokia 3210
O Nokia 3210 é um telefone celular GSM, anunciado pela Nokia em 18 de março de 1999.

## Design
O Nokia 3210 foi projetado por Alastair Curtis no Los Angeles Design Center da Nokia. O desenvolvimento foi liderado por Frank Nuovo que projetou o elegante e curvilíneo Nokia 8110 em 1996. A equipe queria criar um aparelho "expressivo" e personalizável além do mercado usual de telefonia móvel voltado para negócios inspirado no Casio G-Shock e Projetos de Walkman da Sony. O telefone tornou-se assim altamente influente.

## Recursos notáveis
O Nokia 3210 tem um peso total de 151g. O aparelho mede 123,8 × 50,5 × 22,5mm e possui painéis personalizáveis que podem ser presos. Era mais fino que os modelos anteriores da Nokia.[carece de fontes?]
Foi o primeiro telefone do mercado de massa com antena interna, depois que o recurso foi introduzido pela Nokia no telefone de luxo Nokia 8810 em 1998. A recepção, embora pior que a de seu antecessor, o Nokia 3110, ainda era muito boa.[carece de fontes?]
Três jogos vieram pré-instalados: Snake, Memory (jogo de memória de pares) e Rotation. A adição de tais jogos encorajou vendas elevadas num mercado jovem que estava a crescer a um ritmo muito rápido. Algumas versões do Nokia 3210 incluíam os jogos "ocultos" React e Logic. Eles foram ativados por software especial por meio de um cabo de dados.
O Nokia 3210 foi o primeiro dispositivo pré-carregado com o software Composer da Nokia, que permitia aos usuários 'compor' manualmente toques monótonos. Foi possível enviar os toques para outro telefone Nokia.
Mensagens multimídia enviadas por meio do serviço de mensagens SMS foram implementadas no aparelho, permitindo que os usuários enviassem fotos pré-instaladas entre si. Isso incluía uma foto de “Feliz Aniversário”, entre outras.
O aparelho tinha preço competitivo e era voltado especificamente para adolescentes e jovens profissionais. Isto numa altura em que poucos jovens tinham acesso ao telemóvel, sendo geralmente identificados com profissionais e empresários mais velhos.
O Nokia 3210 foi originalmente projetado com uma função de alerta vibratório. A Nokia decidiu não implementar esse recurso em alguns aparelhos em determinadas jurisdições. Poucos meses após seu lançamento no Reino Unido, algumas oficinas de conserto de celulares ofereceram aos clientes uma atualização do aparelho para a função vibratória por uma pequena taxa.[carece de fontes?]

## Especificações do aparelho
- Tempo de espera (h): 55–260
- Tempo de conversação (min): 180–270
- Tempo de carga (h): 4
- Compositor de toque
- Banda dupla: sim
- Alerta vibratório (opcional)
- Discagem rápida
- 3 jogos
- Antena interna
- Luz de fundo verde
- Fáscias intercambiáveis

## Recepção
Uma combinação de recursos de ponta, como antenas internas e entrada de texto T9, garantiu ao Nokia 3210 um enorme sucesso comercial. Grande parte do sucesso do telefone também pode ser atribuído a uma campanha publicitária dirigida predominantemente aos jovens, uma inovação na indústria de telefonia móvel. A inclusão de 3 jogos, capas "Xpress-on" mutáveis (como no Nokia 5110 anterior), uma antena interna, toques personalizáveis e preços competitivos levaram à enorme popularidade do aparelho entre aqueles com idades entre 15 e 25 anos.[carece de fontes?]
Com 160 milhões de unidades vendidas, o Nokia 3210 é um dos telefones mais populares e bem-sucedidos da história. É considerado um dos aparelhos mais importantes que a Nokia já desenvolveu.